# Tschadische Fußballnationalmannschaft
Die tschadische Fußballnationalmannschaft, auch Sao genannt, ist die offizielle Fußball-Auswahl Tschads und unterliegt der Fédération Tchadienne de Football Association. Er wurde am 11. März 2021 durch politische Einflussnahme aufgelöst.

## Geschichte
Der tschadische Fußballverband, die Fédération Tchadienne de Football Association wurde 1962 gegründet. Die Nationalmannschaft absolvierte ihr erstes Länderspiel am 11. April 1963 im Senegal gegen Dahomey und verlor mit 2:6.
Erst 1988 trat der Verband der FIFA und der CAF bei. Von da an durfte die Nationalmannschaft auch in Qualifikationsrunden zu Welt- und Afrikameisterschaften antreten. Bisher gelang es dem Tschad allerdings noch nicht, sich für eines dieser Turniere zu qualifizieren.
In der ersten Runde der Qualifikation zur WM 2006 gewann der Tschad sein Heimspiel gegen Angola mit 3:1 und verlor das Rückspiel mit 0:2. Der spätere Qualifikant Angola kam nur aufgrund der Auswärtstorregel weiter.

## Liste der Nationaltrainer
- Wassili Sokolow (1968–1970)
- Ansor Kawasaschwili (1970–1971)
- Ansor Kawasaschwili (1976–1977)
- Yann Djim Ngarlendana (1998)
- Marcel Mao (1999–2000)
- Jean Paul Akono (2002–2003)
- Yann Djim (2003)
- Julien Toukam (2004)
- Emmanuel Boukar (2005–2007)
- Natoltiga Okalah (2008)
- Sherif El-Khashab (2009–2011)
- Modou Kouta (2011–2013)
- Emmanuel Trégoat (2014–2015)
- Rigobert Song (2015)
- Modou Kouta (2015–2019)
- Djimtan Yatamadji (2019)
- Emmanuel Trégoat (2019–2020)
- Djimtan Yatamadji (2020–2023)
- Kevin Nicaise (seit 2023)

## Turniere

### Weltmeisterschaft
| 1962 bis 1986 | nicht teilgenommen, da kein FIFA-Mitglied |
| 1990 bis 1998 | nicht teilgenommen                        |
| 2002 bis 2026 | nicht qualifiziert                        |

### Afrikameisterschaft
| 1962 bis 1986                      | keine Teilnahme, da kein Mitglied der CAF |
| 1988 in Marokko                    | nicht teilgenommen                        |
| 1990 in Algerien                   | nicht teilgenommen                        |
| 1992 im Senegal                    | nicht qualifiziert                        |
| 1994 in Tunesien                   | zurückgezogen während der Qualifikation   |
| 1996 in Südafrika                  | nicht teilgenommen                        |
| 1998 in Burkina Faso               | nicht teilgenommen                        |
| 2000 in Ghana und Nigeria          | nicht qualifiziert                        |
| 2002 in Mali                       | nicht teilgenommen                        |
| 2004 in Tunesien                   | nicht qualifiziert                        |
| 2006 in Ägypten                    | nicht qualifiziert                        |
| 2008 in Ghana                      | nicht qualifiziert                        |
| 2010 in Angola                     | nicht qualifiziert                        |
| 2012 in Gabun und Äquatorialguinea | nicht qualifiziert                        |
| 2013 in Südafrika                  | nicht qualifiziert                        |
| 2015 in Äquatorialguinea           | nicht qualifiziert                        |
| 2017 in Gabun                      | zurückgezogen während der Qualifikation   |
| 2019 in Ägypten                    | gesperrt                                  |
| 2022 in Kamerun                    | während der Qualifikation disqualifiziert |
| 2024 in der Elfenbeinküste         | nicht qualifiziert                        |
| 2025 in Marokko                    | nicht qualifiziert                        |

### Afrikanische Nationenmeisterschaft
- 2009 – in der Qualifikation disqualifiziert
- 2011 bis 2014 – nicht teilgenommen
- 2016 bis 2023 – nicht qualifiziert

## Bekannte Spieler
- César Abaya
- Sitamadji Allarassem
- Francis Oumar Belonga
- Djimalde Dossengar
- Ferdinand Gassina
- Hassan Hissein
- Sylvain Idangar
- Armel Koulara
- David Mbaihouloum
- Ahmed Evariste Medego
- Japhet N’Doram
- Ezechiel N’Douassel